# Слободка (Рязанский район)
Слободка — деревня в Рязанском районе Рязанской области России. Входит в Окское сельское поселение.

## География
Находится в центральной части Рязанской области на расстоянии приблизительно 20 километров на юг-юго-восток по прямой от вокзала станции Рязань I.

## История
Слобода Сергиевская отмечена была уже на карте 1850 года как поселение с 12 дворами. В 1859 году здесь (тогда территория Рязанского уезда Рязанской губернии) было учтено 12 дворов, в 1897 — 33.

## Население
Численность населения: 153 человека (1859 год), 281 (1897), 24 в 2002 году (русские 100 %), 23 в 2010.